# Programa 973
El programa 973 (en chino, 973计划) también conocido como programa nacional de investigación básica es un programa de investigación básica comenzado por el gobierno de la República Popular China para conseguir una ventaja tecnológica y estratégica en varios campos científicos, especialmente el desarrollo de industrias relacionadas con minerales raros.

## Historia
El programa fue iniciado en 1997 por el gobierno chino para desarrollar la investigación básica, la innovación y las tecnologías relacionadas con las prioridades nacionales, el desarrollo económico y social. El programa fue gestionado por el ministro chino de ciencia y tecnología. La Fundación de Ciencia Natural de China también estuvo involucrada coordinando la investigación con el programa.
Con los años el programa ha dedicado fondos a áreas como la agricultura, sanidad, información, energía, medio ambiente, recursos, población y materiales.

## Financiación del programa
El gobierno central en el pasado financiaba los programas por periodos no superiores a cinco años. Recientemente, el modelo de financiación ha cambiado a 2 + 3 años. Dos años después de que el programa fuera implementado, sería evaluado y los fondos se asignarían en consecuencia.